# Đặng Việt Dũng
Đặng Việt Dũng (sinh ngày 28 tháng 2 năm 1960) là một chính trị gia người Việt Nam. Ông nguyên là Ủy viên Ban Thường vụ Thành ủy, Phó Chủ tịch Thường trực Ủy ban Nhân dân thành phố Đà Nẵng.

## Tiểu sử
Ông Đặng Việt Dũng quê ở xã Hòa Khương, huyện Hòa Vang, Tp Đà Nẵng. Ông Dũng có trình độ lý luận chính trị cao cấp, Tiến sĩ Kỹ thuật chuyên ngành Công trình Sông và Bờ biển, Thạc sĩ chuyên ngành Thủy lợi - Đại học Đà Nẵng, Kỹ sư chuyên ngành Đường ô tô - Khóa 12 Học viện Kỹ thuật Quân sự .

## Sự nghiệp
Sáng 3 tháng 6 năm 2015, tại Kỳ họp thứ 13 (bất thường), Hội đồng Nhân dân Tp. Đà Nẵng khóa VIII (nhiệm kỳ 2011-2016) tiến hành bầu bổ sung ông Đặng Việt Dũng, Ủy viên Ban Thường vụ Thành ủy, Bí thư Quận ủy Hải Châu giữ chức Phó Chủ tịch Ủy ban Nhân dân Tp. Đà Nẵng (nhiệm kỳ 2011-2016) với tỷ lệ phiếu đạt 97,72% đại biểu có mặt.
Ông Đặng Việt Dũng được phân công làm Phó Chủ tịch Thường trực, phụ trách mảng văn hóa - xã hội từ tháng 6/2016.
Ngày 6 tháng 3 năm 2017, Thành ủy Đà Nẵng, lúc này ông Nguyễn Xuân Anh giữ chức Bí thư Thành ủy, đã quyết định điều động ông Đặng Việt Dũng, Phó Chủ tịch Thường trực Ủy ban Nhân dân Thành phố, về giữ chức Trưởng ban Tuyên giáo Thành ủy Đà Nẵng. Đến ngày 7 tháng 7 năm 2017, Hội đồng Nhân dân Tp Đà Nẵng đã tiến hành biểu quyết thông qua việc miễn nhiệm chức danh Phó chủ tịch Ủy ban Nhân dân Tp đối với ông Đặng Việt Dũng. Theo đó, 49/49 đại biểu tham gia biểu quyết đã đồng ý miễn nhiệm chức vụ Phó chủ tịch Ủy ban Nhân dân của ông Đặng Việt Dũng, đạt tỉ lệ 100%.
Chiều 9 tháng 7 năm 2018, Hội đồng Nhân dân Tp Đà Nẵng khóa 9 (nhiệm kỳ 2016-2021) tiến hành phiên họp về công tác nhân sự. Ông Huỳnh Đức Thơ, Chủ tịch Ủy ban Nhân dân Tp Đà Nẵng, đã đọc tờ trình giới thiệu ông Đặng Việt Dũng, Trưởng ban Tuyên giáo Thành ủy, về giữ lại chức danh Phó Chủ tịch Ủy ban Nhân dân Tp Đà Nẵng (nhiệm kỳ 2016 - 2021). Kết quả bỏ phiếu kín có 44/48 đại biểu (trong đó có 1 phiếu trắng, 3 phiếu không đồng ý) thống nhất bầu ông Đặng Việt Dũng vào chức danh Phó Chủ tịch Ủy ban Nhân dân Tp Đà Nẵng.
Ngày 27 tháng 7 năm 2018, Thành ủy Đà Nẵng đã tổ chức lễ công bố quyết định điều động, bổ nhiệm nhiều cán bộ cấp Ủy viên Ban Thường vụ. Cụ thể, theo quyết định, ông Đặng Việt Dũng, Ủy viên Ban Thường vụ Thành ủy, Trưởng ban Tuyên giáo, Phó Chủ tịch Ủy ban Nhân dân Tp Đà Nẵng khóa 9 (nhiệm kỳ 2016 - 2021) thôi giữ chức Trưởng ban Tuyên giáo Thành ủy để làm Phó Chủ tịch Thường trực Ủy ban Nhân dân Tp Đà Nẵng.
Từ ngày 01 tháng 03 ăm 2020 ông nghỉ hưu.